# Strike Fighter Squadron 147
Escadron de chasseur d'attaque 147
Le Strike Fighter Squadron 147 (VFA-147), également connu sous le nom de "Argonauts", est un escadron de chasseur d'attaque de l'US Navy, créé en 1967 et équipé de F-35C Lighting II. Il est stationné à la Naval Air Station Lemoore (NAS Lemoore), en Californie. Il s'agit du premier escadron de F-35C opérationnel de la Marine.

## Historique

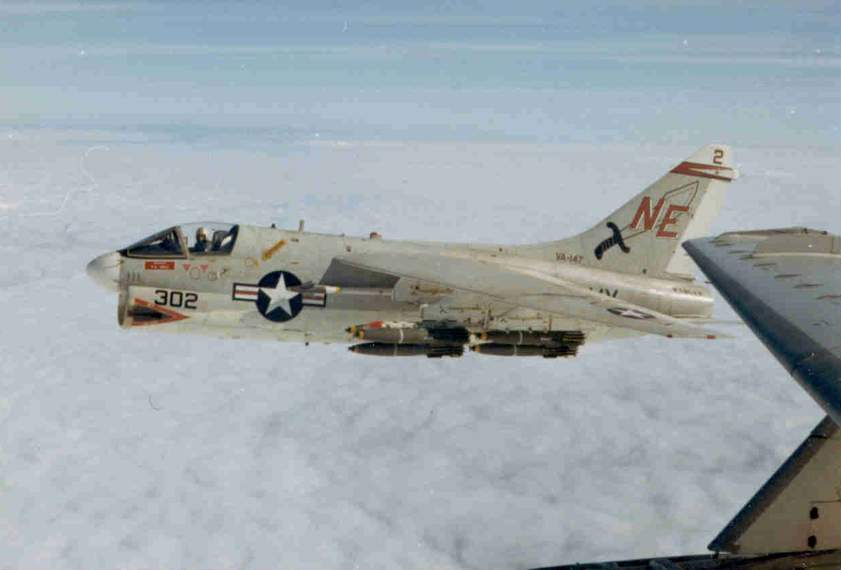
A-7A Corsair II au dessus du Vietnam en 1968-69

### Années 1960
Le VA-147 a été mis en service en tant que premier escadron de A-7 Corsair II de l'US Navy le 1er février 1967 au NAS Lemoore. Il a été affecté au Carrier Air Wing Two (CVW-2), et en décembre 1967, l'escadron a effectué ses premières missions de combat, frappant des cibles au Nord Vietnam depuis l'USS Ranger (CV-61). L'escadron se déploiera cinq fois au total pour soutenir la guerre du Vietnam.
En janvier 1968, de l'USS Ranger, l'escadron a effectué des missions de soutien pendant le siège de Khe Sanh avant que le porte-avions ne soit transféré en mer du Japon après la capture de l'USS Pueblo (AGER-2) par la Corée du Nord le 23 janvier 1968. En avril 1969, à la suite de l'Attaque de l'EC-121 de 1969 par les Nord-Coréens le 15 avril, l'USS Ranger, avec le VA-147 embarqué, se dirige vers la mer du Japon pour des opérations au large des côtes de la Corée. 

### Années 1970
Le VA-147 se déploie au Vietnam à bord de l'USS America (CV-66) en 1970 et de l'USS Constellation (CV-64) en 1971-72. À partir d'avril 1972, en réponse à l'Offensive de Pâques, il participe à l' Opération Linebacker. En mars-juin 1973 embarqué sur l'USS Constellation, il fournit un soutien aérien lors de l'Operation End Sweep (en), le déminage des eaux nord-vietnamiennes.
En novembre 1974, le VA-147 et l'USS Constellation  opèrent dans le golfe Persique. L'escadron a remporté le prix Battle "E" en 1977 en tant que meilleur escadron Corsaire de la flotte du Pacifique.

### Années 1980

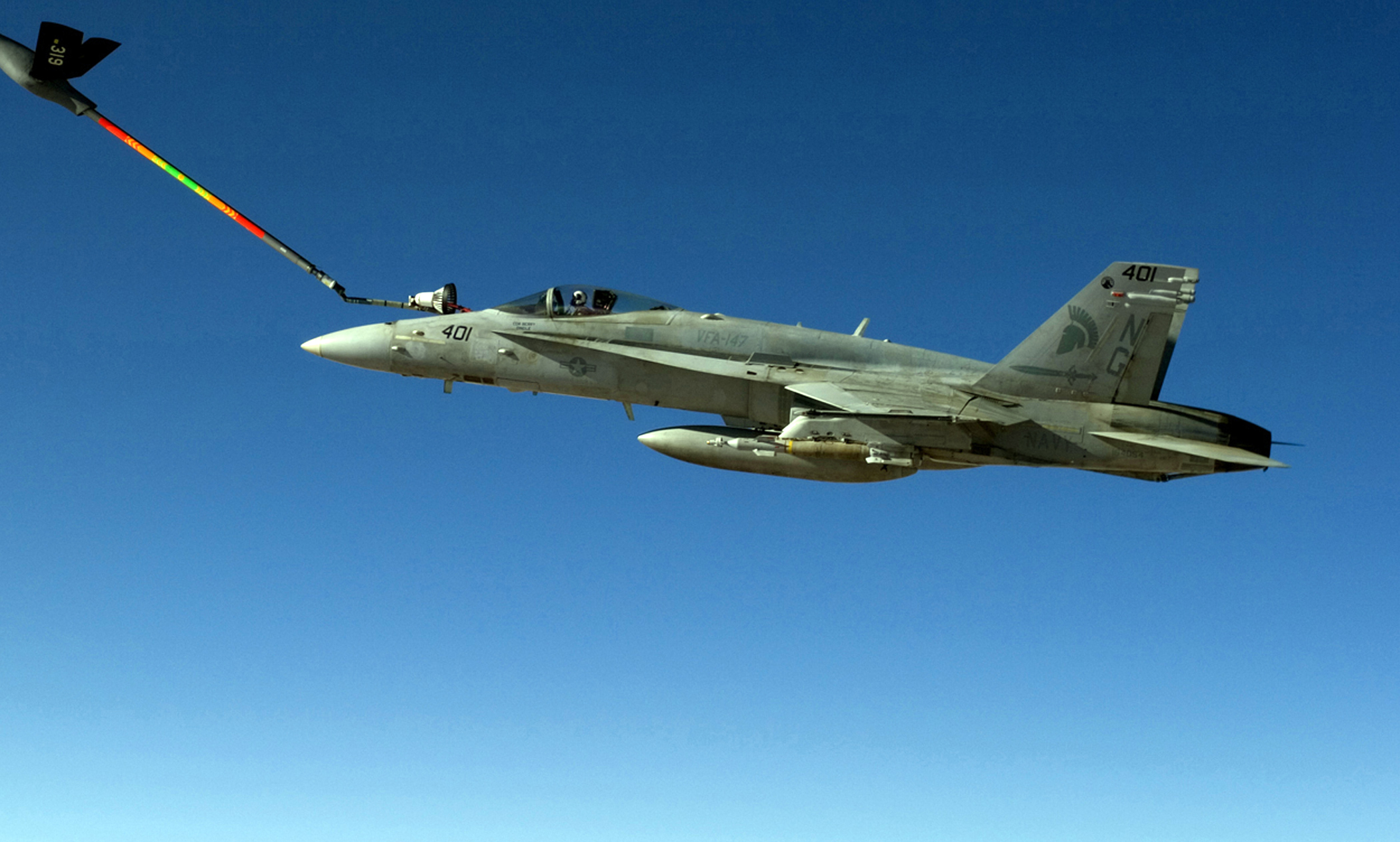
Ravitaillement en vol d'un F/A-18C Hornet en 2005

VA-147 est déployé à bord de l'USS Constellation entre 1980 et 1982. Au cours de ces déploiements, l'escadron restera à terre au Naval Air Station Cubi Point (en) en tant que détachement du Carrier Air Wing Nine (CVW-9) dans le cadre du "Swing Wing Concept" pendant la majeure partie du déploiement de l'USS Constellation.
Entre janvier 1984 et juin 1987, l'escadron s'est déployé trois fois à bord de l'USS Kitty Hawk (CV-63), dont une croisière autour du monde. En septembre 1988, alors qu'il était embarqué dans le premier des deux déploiements de l'USS Nimitz (CVN-68), le VA-147 a opéré dans la mer du Japon à l'appui des Jeux olympiques d'été de 1988 à Séoul, en Corée du Sud.
L'escadron a été renommé Strike Fighter Squadron 147 (VFA-147) le 20 juillet 1989 et a été équipé du  F/A-18C Hornet sous les instructions du VFA-125. 

### Années 1990
Le VFA-147 s'est déployé dans le golfe Persique en mars 1991 à l'appui de l' Opération Tempête du désert (Guerre du Golfe) lors des opérations de retrait des troupes. C'était le premier escadron F/A-18 opérationnel de la Marine à utiliser le Forward looking infrared vers l'avant (NAV FLIR) et les jumelles de vision nocturne.
En juin 1995, les chasseurs sont équipés du radar APG-73 et de moteurs à performances améliorées. Le VFA-147 effectue trois autres déploiements dans le Golfe à l'appui de l'opération Southern Watch à bord de l'USS Nimitz.

### Années 2000

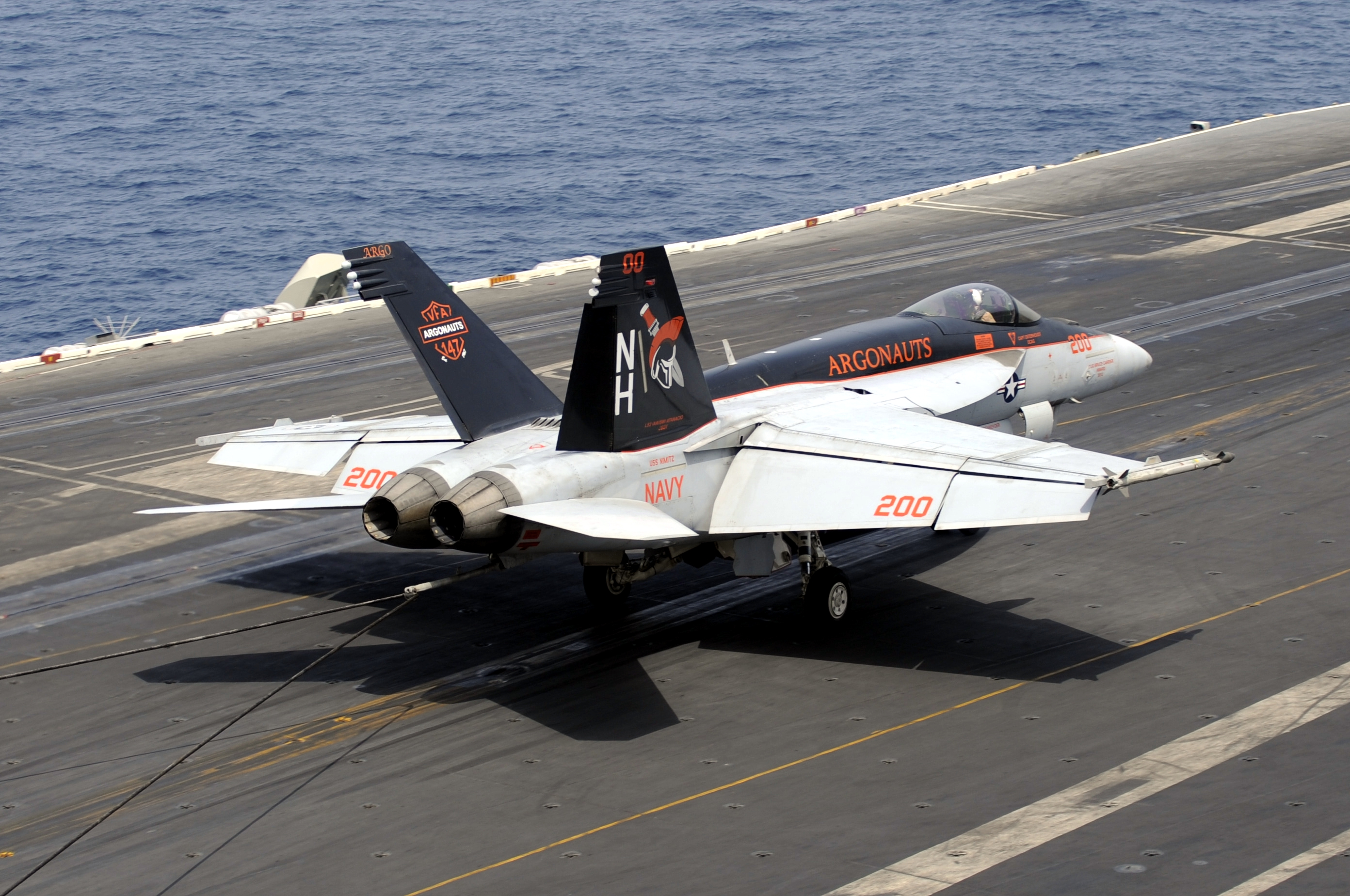
Atterrissage d'un F/A-18E sur l'USS Nimitz dans le golfe d'Oman, 2013

Après les attentats du 11 septembre 2001, l'escadron a participé à l'opération Noble Eagle, effectuant des patrouilles de combat au-dessus de Los Angeles depuis l'USS John C. Stennis (CVN-74). Puis il s'est déployé pour l'opération Enduring Freedom en Afghanistan contre les talibans et les forces d'Al-Qaïda et en affirmant l'emploi de Joint Direct Attack Munition.
Le VFA-147 s'est déployé à bord de l'USS Carl Vinson le 17 janvier 2003 dans le Pacifique occidental pour un déploiement de 8 mois dans la mer de Chine méridionale et le Pacifique occidental. Avec le CVW-9, il a participé l'opération Iraqi Freedom en janvier 2005. Le CVW-9 a été réaffecté à l'USS John C. Stennis en 2007.
L'escadron a commencé la transition vers les F/A-18E Super Hornet en octobre 2007 et a terminé la transition en février 2008. VFA-147 et CVW-9 se sont déployés avec l'USS John C. Stennis dans le Pacifique occidental le 13 janvier 2009.

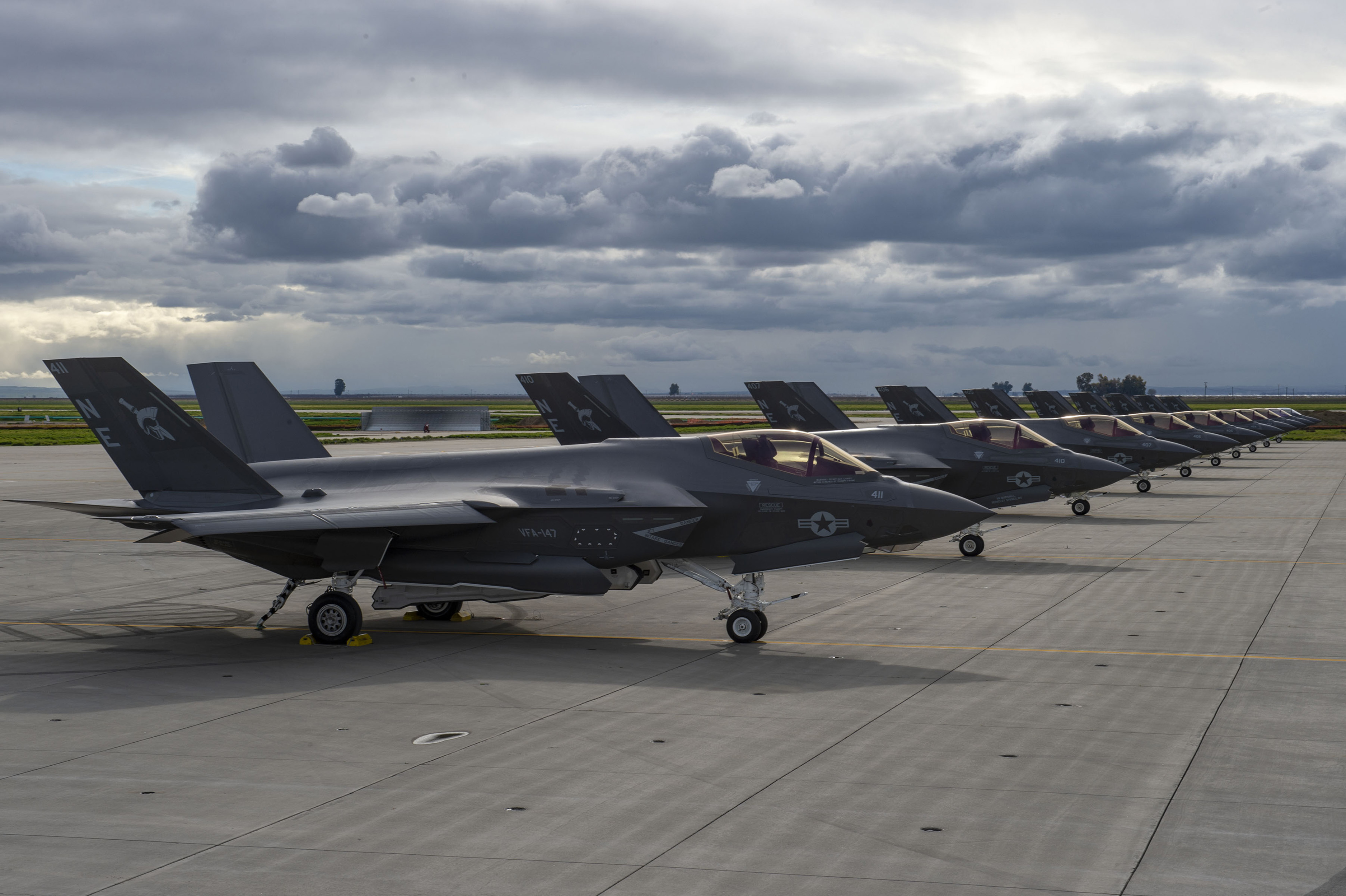
F-35C Lighting II au NAS Lemoore, en février 2019

Après 40 ans d'affectation au CVW-9, le VFA-147 a été réaffecté au Carrier Air Wing Fourteen (CVW-14) à bord de l'USS Ronald Reagan (CVN-76) pour deux déploiements en 2010 et 2011. L'année suivante, l'escadron a été redéployé au CVW-11 à bord de l'USS Nimitz. Il a participé à l'exercice RIMPAC 2012 et a commencé un déploiement prévu dans le Pacifique occidental et l'océan Indien le 30 mars 2013. Après 2 extensions et après avoir soutenu l'opération Enduring Freedom, le VFA-147 est rentré chez lui le 12 décembre 2013.
Le VFA-147 a été sélectionné pour être le premier escadron opérationnel à passer au F-35C Lighting II en janvier 2018. Le 1er mars 2019, il a été annoncé que le VFA-147 devait être transféré du Carrier Air Wing 11 au Carrier Air Wing 2 pour le prochain déploiement de l'USS Carl Vinson. Carl Vinson a quitté San Diego pour son déploiement le 3 août 2021.